# Styloniscus australiensis
Styloniscus australiensis är en kräftdjursart som beskrevs av Albert Vandel 1973A. Styloniscus australiensis ingår i släktet Styloniscus och familjen Styloniscidae.

## Underarter
Arten delas in i följande underarter:
- S. a. australiensis
- S. a. cavernicolus